# Rożeniec krótkosterny
Rożeniec krótkosterny (Anas eatoni) – gatunek średniej wielkości ptaka z rodziny kaczkowatych (Anatidae). Występuje na subantarktycznych wyspach Crozeta i Kerguelena. Narażony na wyginięcie.

## Systematyka
Rożeniec krótkosterny został opisany naukowo przez R.B. Sharpe’a w 1875 roku, był (i wciąż bywa) uznawany za podgatunek rożeńca zwyczajnego (Anas acuta). Epitet gatunkowy eatoni upamiętnia angielskiego przyrodnika A.E. Eatona. Rożeniec krótkosterny, zwyczajny i żółtodzioby bywają też zaliczane do osobnego rodzaju Dafila. Wyróżniane są dwa podgatunki: rożeniec krótkosterny (Anas eatoni eatoni) i rożeniec południowy (A. e. drygalskii).

## Charakterystyka

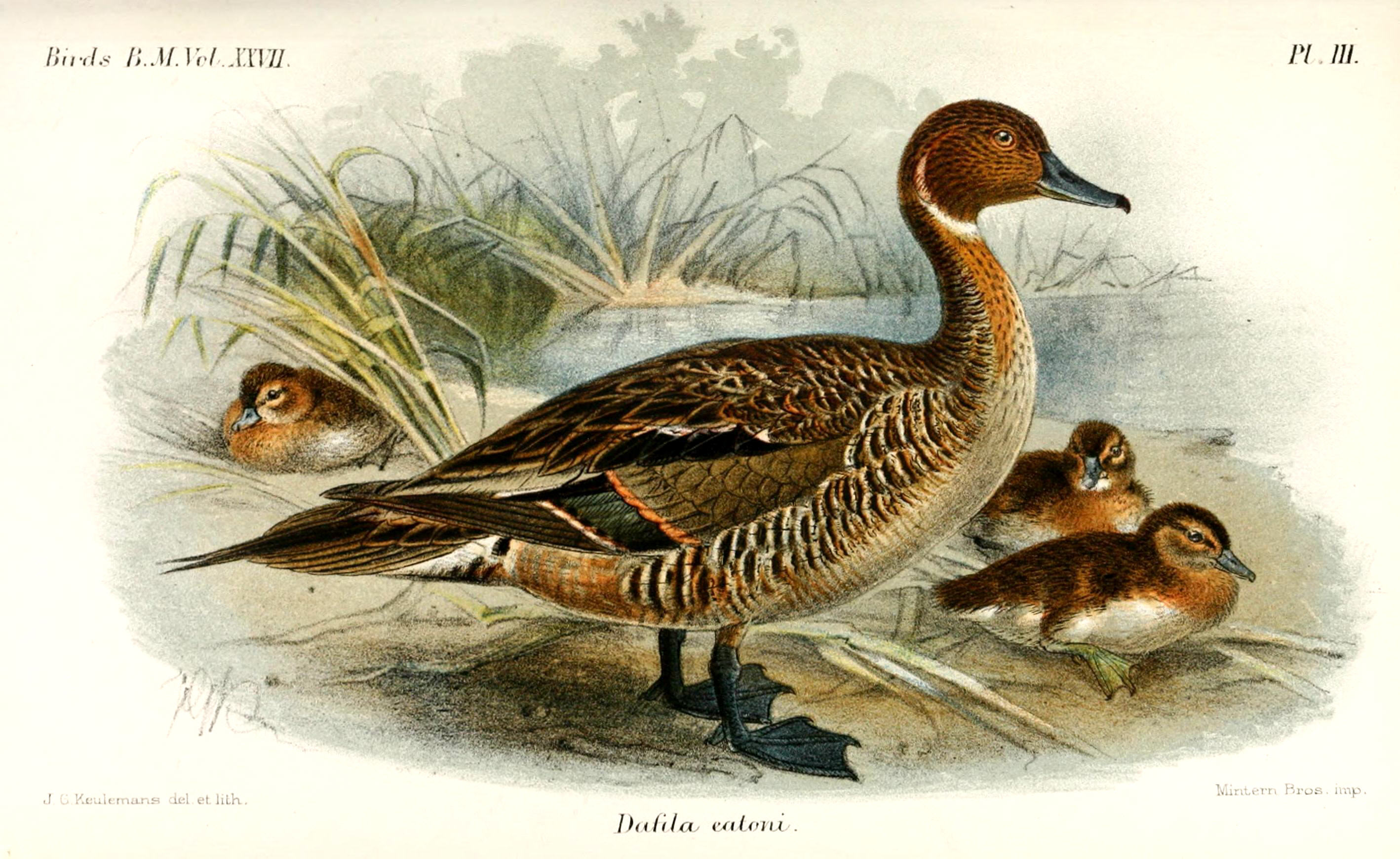
Samiec w (rzadko widywanej) szacie godowej i pisklęta

Rożeniec krótkosterny jest znacznie mniejszy niż rożeniec zwyczajny, jest raczej wielkości cyranki; mierzy od 35 do 45 cm, a jego rozpiętość skrzydeł to 65–70 cm. Z wyglądu przypomina samicę rożeńca zwyczajnego, ale jego upierzenie jest ciemniejsze i ma rudobrązowy odcień. Kaczory mają wydłużone środkowe sterówki i na skrzydłach zielone lusterko z białym obrzeżeniem. Około 1% samców przybiera szatę godową z czekoladowobrązową głową i jasnym paskiem na szyi. Samice mają brązowe lusterko z białym obrzeżeniem. Podgatunek drygalskii ma bardziej blade upierzenie i żółtawą pierś. Masa ciała dorosłego kaczora to 430–502 g, kaczki mają masę 400–500 g, prawie o połowę mniejszą niż samice rożeńca zwyczajnego z Ameryki Północnej.

## Występowanie
Gatunek ten żyje na wyspach subantarktycznych, na dwóch archipelagach południowego Oceanu Indyjskiego należących do Francuskich Terytoriów Południowych i Antarktycznych. Podgatunek drygalskii zasiedla Wyspy Crozeta, a eatoni występuje na Wyspach Kerguelena. W latach 50. i 60. XX wieku ptaki z Wysp Kerguelena były też introdukowane na wyspę Amsterdam, lecz w latach 70. już ich nie obserwowano. Zalatują także do Antarktyki.
Rożeńce krótkosterne występują w małych słodkowodnych jeziorach, na terenach podmokłych i nad strumieniami, zimą częściej spotykane są na wybrzeżach – szczególnie w osłoniętych zatokach. Na Wyspach Kerguelena żyją tylko w pobliżu wybrzeża, na 20% obszaru archipelagu.

## Zachowania
Rożeńce krótkosterne są stadne, generalnie osiadłe, choć większość populacji przenosi się na zimę bliżej wybrzeży wysp.

### Pożywienie
Ptaki te żywią się pokarmem roślinnym, owadami i skorupiakami. Żerują głównie w dzień, w małych grupach (choć na Wyspach Kerguelena widziano grupy liczące do 200 osobników).

### Rozród
Okres lęgowy ma miejsce latem, trwa od listopada do końca stycznia lub lutego, w lęgu znajduje się co najmniej 5 młodych. Kaczęta wykluwają się głównie w lutym. Na wiosnę obserwuje się pary ptaków.

## Status i ochrona
Międzynarodowa Unia Ochrony Przyrody (IUCN) od 2000 roku uznaje rożeńca krótkosternego za gatunek narażony (VU – Vulnerable); wcześniej, od 1988 roku klasyfikowano go jako gatunek najmniejszej troski (LC – Least Concern).
W latach 80. XX wieku oceniano liczebność tego gatunku na 600–700 par na Wyspach Crozeta i 15–20 tysięcy par na Wyspach Kerguelena, choć te szacunki mogły być zawyżone. Od tego czasu liczebność znacznie zmalała. Dawniej głównym zagrożeniem dla niego był odstrzał przez łowców fok i członków wypraw badawczych, którzy od założenia osady Port-aux-Français w 1950 roku zabijali 200–300 ptaków rocznie. Współcześnie kaczkom zagrażają przede wszystkim zawleczone drapieżniki, zdziczałe koty i szczury wędrowne; drapieżnictwo z ich strony było prawdopodobną przyczyną wyginięcia ptaków na wyspie Amsterdam.